# Olha Luhyna
Olha Wjatscheslawiwna Luhyna (ukrainisch Ольга В’ячеславівна Лугіна, engl. Transkription Olha Luhyna; * 8. Januar 1974) ist eine ehemalige ukrainische Tennisspielerin.

## Karriere
Auf der WTA Tour gewann sie zwei Doppeltitel und auf dem ITF Women’s Circuit waren es vier Doppeltitel.
Für die ukrainische Fed-Cup-Mannschaft bestritt sie von 1993 bis 1995 zwölf Partien, von denen sie drei gewann.

## Turniersiege

### Doppel
| Nr. | Datum          | Turnier  | Kategorie    | Belag | Partnerin        | Finalgegnerinnen              | Ergebnis      |
| --- | -------------- | -------- | ------------ | ----- | ---------------- | ----------------------------- | ------------- |
| 1.  | September 1996 | Warschau | WTA Tier III | Sand  | Elena Wagner     | Laura Garrone Alexandra Fusai | 1:6, 6:4, 7:5 |
| 2.  | Juli 1998      | Warschau | WTA Tier III | Sand  | Karina Habšudová | Karin Kschwendt Liezel Huber  | 7:6, 7:5      |